# Crònica universal alexandrina

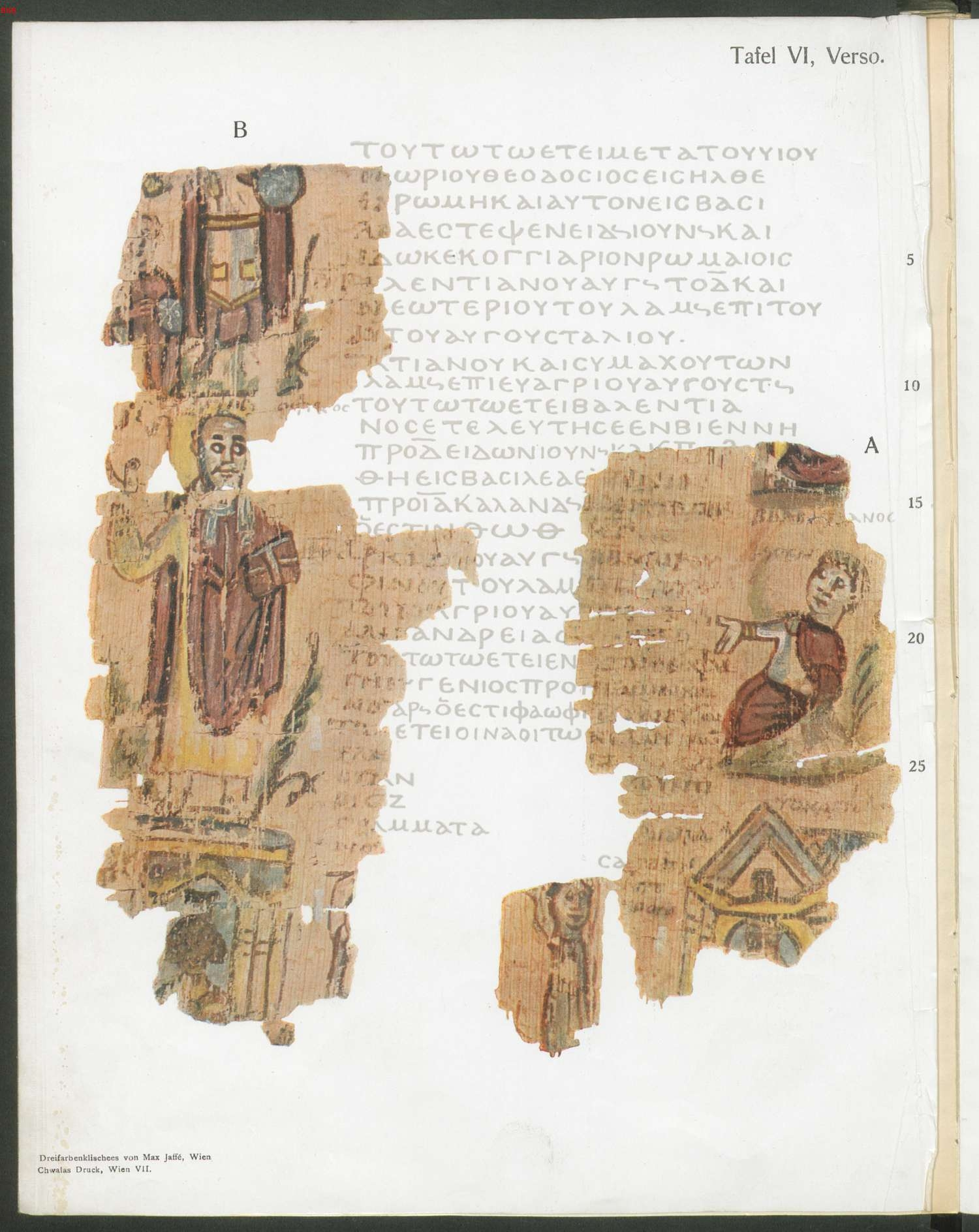
pl. 6, vers - Crònica de 389–392. A dalt a l'esquerra: l'emperador Teodosi amb un petit Honori al costat. Centre esquerra: Teòfil amb un Evangeli a la mà i una aurèola. A dalt a la dreta: fragments inferiors d'una figura que representa l'emperador Valentinià II. Mig a la dreta: l'usurpador Eugeni. A baix: dos fragments del Serapeu amb monjos llançant-se pedres

La Crònica universal alexandrina o Chronographia Golenischevensis és una crònica grega anònima que fou escrita a Alexandria (Egipte). Narra la història des de la Creació fins a l'any 392. La crònica es conserva en els fragments d'un papir del segle vi titulat Golenischev, molt conegut per les mostres de primitives il·luminacions.

## Papir
El Papir Golenischev (o Goleniščev) és un fragment de manuscrit il·luminat que serveix de font principal per a les reproduccions de la Crònica mundial alexandrina. S'ha datat d'entre els segles V i VII, tot i que el consens actual el situa en el segle VI. S'ha especulat que el papir degué pertànyer a un propietari molt ric, per les luxoses il·lustracions. El papir duu el nom de l'egiptòleg rus Vladímir Golenísxev, que el va obtenir abans del 1901 d'un "xeic Alí" de Guiza.
El papir es conserva en 80 fragments en lletra majúscula alexandrina, ara traslladat al Museu Puixkin. Conté il·lustracions marginals que representen, entre altres figures, reis romans, un mapa de la Mediterrània, profetes i personatges de l'Antic Testament; i personificacions dels mesos romans. El fragment més ben conservat (vers de la làmina VI) representa el papa Teòfil d'Alexandria sobre el Serapeu qualificat d'"imatge representativa […] en la història d'Alexandria de l'Antiguitat tardana"; l'historiador Johannes Hahn ha utilitzat aquest fragment per a datar la destrucció del Serapeu d'Alexandria el 392, tot i que aquesta data ha estat qüestionada per altres investigadors.
Al 1905, el text grec de la Crònica es publicà com a Eine Alexandrinische Weltchronik, editada amb altres fragments del Papir Golenischev per Josef Strzygowski i Adolf Bauer, amb plaques de vidre que tenien facsímils en color dels fragments il·luminats. Els fragments es van reconstruir per a formar imatges de com podria haver estat el text. Els fragments del Papir de Golenischev s'han deteriorat des de llavors i la seua qualitat és molt inferior a la que tenien quan Strzygowski i Bauer els van reproduir.

## Text
L'Excerpta llatina barbari, una crònica llatina de la fi del segle viii, sembla basar-se en part en aquest document. Alguns investigadors han conjecturat que tots dos textos es basarien en la Chronographiae de Sext Juli Africà (c. 221) i el Liber generationis (c. 205).

## Galeria
Aquestes làmines i peus de foto segueixen l'adaptació de Bauer i Strzygowski:
- Pl. 1, Recte - Bust personificant els mesos romans
- Pl. 1, Vers - Llista incompleta dels mesos hebreus, egipcis i atenesos
- Pl. 2, Recte - Mapa de la Mediterrània amb les seus illes
- Pl. 2, Vers - Imatge de les províncies d'Àsia Menor
- Pl. 3, Recte - Representació dels profetes Abdies i Jonàs
- Pl. 3, Vers - Imatge del profeta Nahum
- Pl. 4, Recte - Representació dels reis romans
- Pl. 4, Vers - Representació de reis espartans
- Pl. 5, Recte - Representació de reis de Macedònia
- Pl. 5, Vers - Representació de reis de Lídia
- Pl. 6, Recte - Crònica de 383-389. De dalt a baix, l'emperador nadó Honori amb Magne Màxim, la mòmia del patriarca Timoteu d'Alexandria, imatge de Teòfil d'Alexandria
- Pl. 7, Recte - A: Eli (jutge) i Anna (profeta). C: Zacaries (profeta). D+E: Un àngel beneeix un jove (Joan Baptista) al braç de Zacaries.
- Pl. 7, Vers - A: Samuel (profeta) entronitzat amb David. C: Anna (profeta). D+E: Isabel (mare de Joan Baptista) amb Maria (mare de Jesús) amb el xiquet Jesús
- Pl. 8, Recte - A, C, H-M: Indefinit. D: Governant desconegut. E: Roba de figura masculina. F+G: Palmera o columnes
- Pl. 8, Vers - A: Fragment. B: Dos hòmens desconeguts C: Maria amb Jesús a la falda D: Sant desconegut E: Martiri de Joan Baptista. F-M: Indefinit